# Grzybówka modrooliwkowa

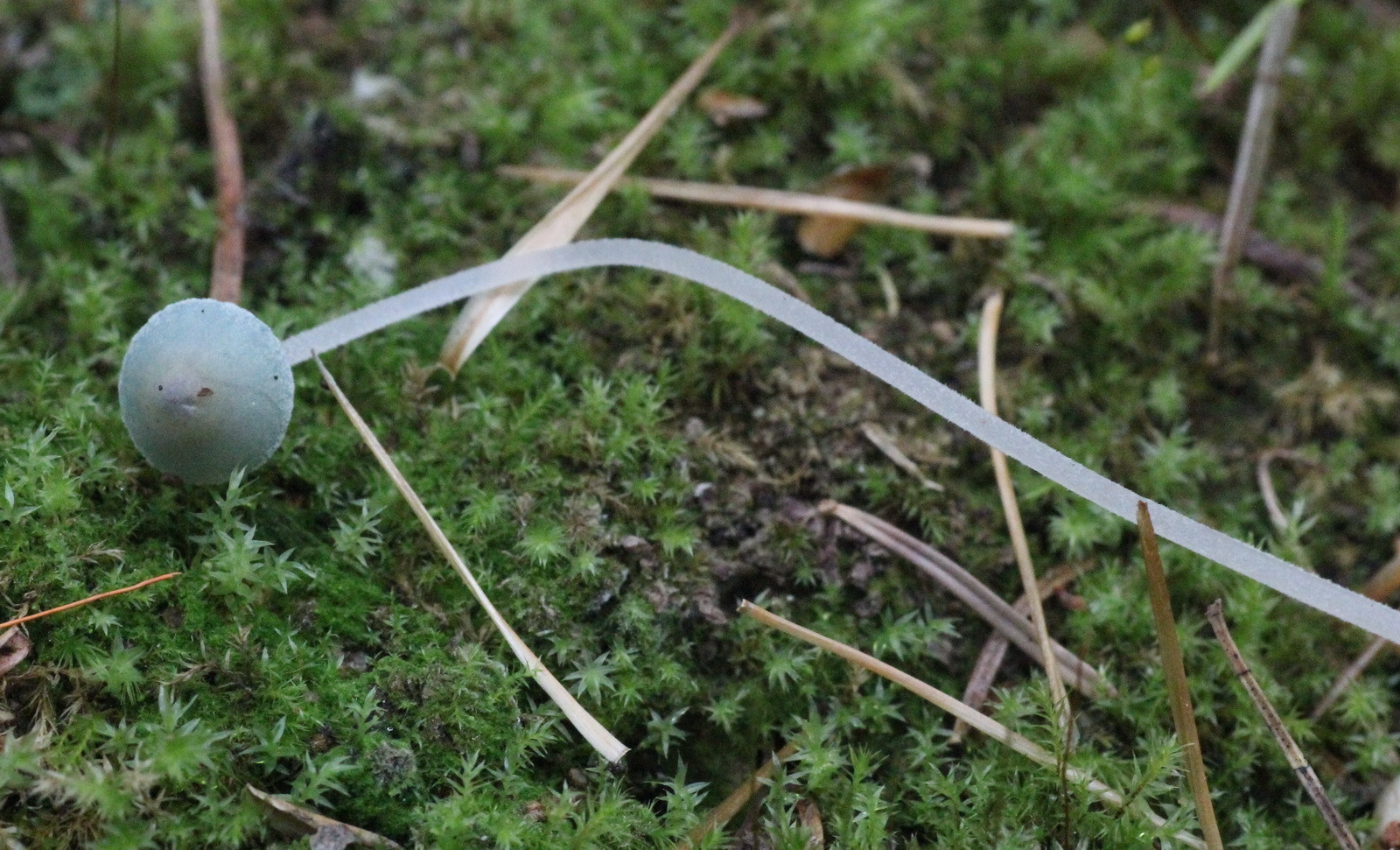
Młody okaz o silnym niebieskim zabarwieniu

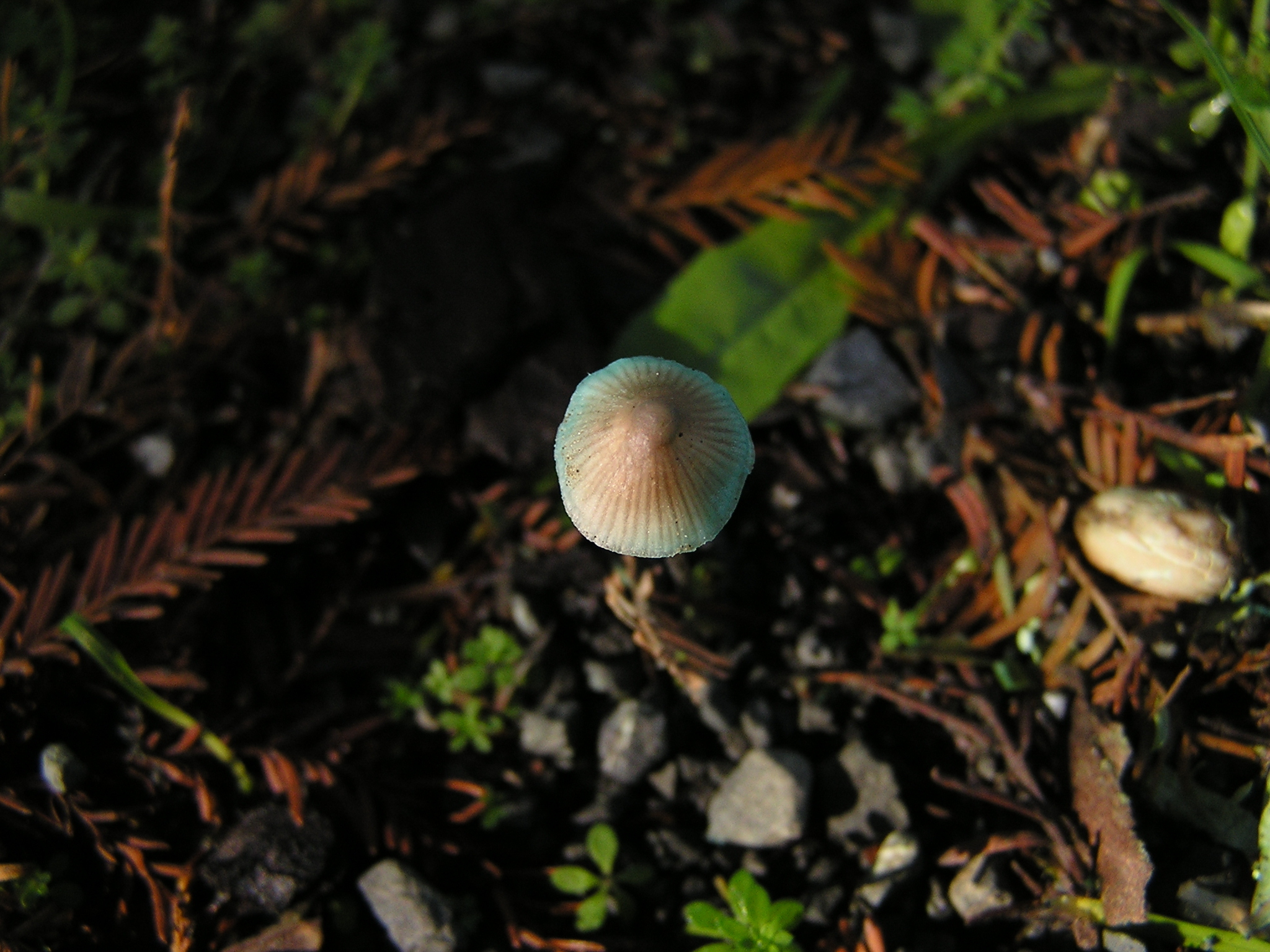
Niebieskie zabarwienie kapelusza najdłużej utrzymuje się na jego brzegu

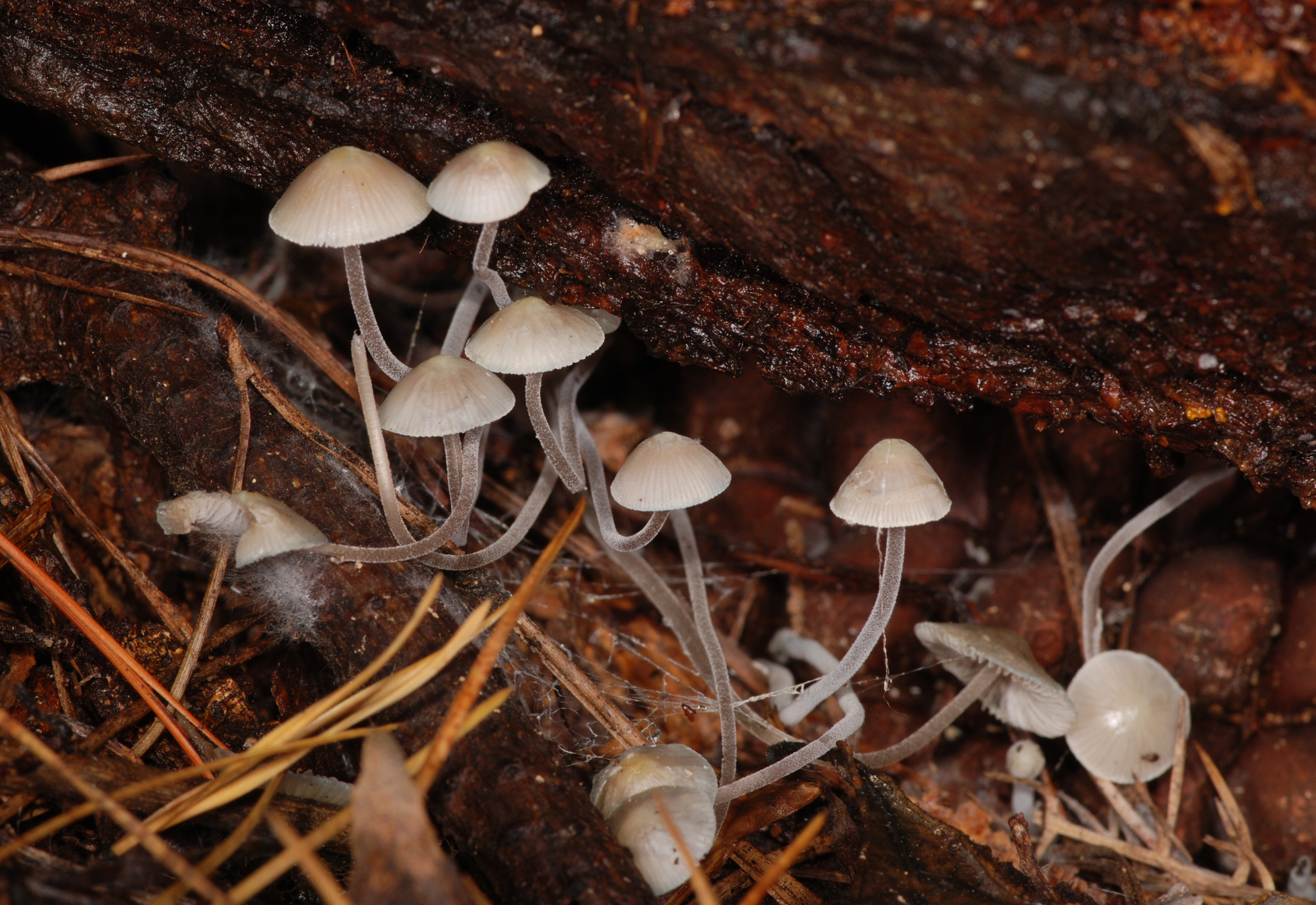
Starsze okazy

Grzybówka modrooliwkowa (Mycena amicta (Fr.) Quél.) – gatunek grzybów z rodziny grzybówkowatych (Mycenaceae).

## Systematyka i nazewnictwo
Pozycja w klasyfikacji według Index Fungorum: Mycena, Mycenaceae, Agaricales, Agaricomycetidae, Agaricomycetes, Agaricomycotina, Basidiomycota, Fungi.
Po raz pierwszy takson ten opisał w 1821 r. Elias Fries, nadając mu nazwę Agaricus amictus. Obecną, uznaną przez Index Fungorum nazwę nadał mu Lucien Quélet w 1872 r.
Synonimy:

- Agaricus amictus Fr. 1821
- Agaricus amictus var. incongruens Britzelm. 1882
- Agaricus iris Berk. 1836
- Agaricus mirabilis Cooke & Quél. 1878
- Insiticia amicta var. iris (Berk.) Park.-Rhodes 1951
- Mycena amicta var. incongruens Britzelm. 1887
- Mycena amicta var. iris (Berk.) Bon 1987
- Mycena amicta var. truncata P. Karst. 1893
- Mycena iris (Berk.) Quél. 1872
- Mycena iris var. caerulea Rea 1922
- Mycena mirabilis Quél. 1886

Nazwę polską podała Maria Lisiewska w 1987 r.

## Morfologia
Kapelusz
Średnica 5–15 mm, kształt stożkowy do dzwonkowatego, prążkowany, z lekko prześwitującymi blaszkami. Powierzchnia delikatnie owłosiona. Skórka galaretowata, dająca się oddzielić. Barwa bladoszarobrązowa, czasami z oliwkowym, zielonkawym lub niebieskawo-zielonkawym odcieniem. Brzeg nieco podwinięty, potem prosty, często niebieskawo-zielony, rzadziej ochrowo-żółty.
Blaszki
W liczbie 17–25, dochodzące do trzonu, wąsko przyrośnięte, szarawe do szarobrązowych, czasami żółtawe, zielonkawe lub niebieskawe. Ostrza blade.
Trzon
Wysokość 40–70 × 0,5–2 mm, cylindryczny, pusty, prosty, w całości pokryty gęstym i dość szorstkimi białymi włoskami. Powierzchnia szarobrązowa, zwykle nieco jaśniejszy na wierzchołku, czasami z lekkim odcieniem liliowym lub fioletowym, podstawa czasami nieco zakorzeniona, niebieska lub z niebiesko-zielonymi plamami.
Cechy mikroskopowe
Podstawki 30–40 × 6–7 µm, maczugowate, 4-zarodnikowe. Zarodniki 7,5–10,7 × 4,5–6 µm, elipsoidalno-jajowate, gładkie, amyloidalne. Cheilocystydy 16–45 × 3,5–7 µm, maczugowate, lub częściej cylindryczne. Pleurocystyd brak. Strzępki we włoskach o szerokości 2–4,5 µm, rozgałęzione, zespolone, gładkie z rozrzuconymi cylindrycznymi naroślami, osadzone w warstwie galaretowatej substancji. Strzępki w skórce trzonu o szerokości 2–3,5 µm, gładkie. Kaulocystydy 50–145 × 8–11,5 µm, wrzecionowate lub subcylindryczne. Sprzążki obecne w strzępkach wszystkich części grzyba.

## Występowanie i siedlisko
Grzybówka modrooliwkowa występuje w Ameryce Północnej, Europie, Rosji i Zelandii. Władysław Wojewoda w zestawieniu grzybów wielkoowocnikowych Polski w 2003 r. przytacza 10 stanowisk z uwagą, że rozprzestrzenienie tego gatunku i stopień zagrożenia w Polsce nie są znane. Bardziej aktualne stanowiska podaje internetowy atlas grzybów. Zaliczony w nim jest do gatunków rzadkich i wartych objęcia ochroną.
Saprotrof. Występuje w różnego typu lasach, zwłaszcza w towarzystwie jodły, buka, świerka, sosny. Owocniki zazwyczaj od czerwca do listopada, wśród opadłych liści i mchów, na ziemi lub na butwiejącym i porośniętych mchami drewnie.

## Gatunki podobne
W odróżnieniu od większości grzybówek Mycena amicta jest zwykle łatwa do zidentyfikowania. Charakterystycznymi jej cechami są niebieskawo owłosiony trzon, kształt cheilocystyd, galaretowata i dającą się oddzielić błonka kapelusza. Morfologicznie można ją łatwo odróżnić także po niebieskawym zabarwieniu kapelusza. Występuje ono jednak tylko u młodszych okazów, starsze mogą być trudne do identyfikacji. W tym przypadku konieczne jest skorzystanie z pozostałych cech charakterystycznych dla M. amicta.